# KK Kansai Helios Domžale
Košarkarski klub Kansai Helios Domžale, ali KK Kansai Helios, je košarkarski klub iz Domžal, Slovenije. Helios trenutno nastopa v Ligi Nova KBM in NLB ABA 2 League. V sezonah 2006/07 in 2015/16 so postali državni prvaki Slovenije. Glavni sponzor, po katerem se tudi imenuje klub je tovarna barv Kansai Helios. 

## Dvorana
Domača dvorana je Športna dvorana Domžale. Bolj poznano ime dvorane je bilo Hala Komunalnega centra. Dvorana je bila zgrajena leta 1963, nato pa je trikrat doživela razširitve in prenove. V letu 2004 do dvorani dodali zgornjo tribuno na severni strani, leta 2007 se je dvorana razširila še na južni strani, nato pa so se leta 2012 naredile še prenove in dozidava garederov, fitnesa, pisarn in sejne sobe. Dvorana se nahaja v samem mestnem središču Domžal in uradno sprejme 2500 gledalcev.

## Lovorike

### Liga
- Slovenska prva liga:

Prvaki  (1): 2006/07, 2015/16
Drugouvrščeni (4): 2007/08, 2008/09, 2021/22, 2022/23.

### Pokal
- Slovenski pokal:

Prvaki (1): 2007
Drugouvrščeni (3): 2008, 2011, 2013, 2022, 2023.
- Slovenski superpokal:

Drugouvrščeni (2): 2007, 2008, 2022, 2023.

## Seznam igralcev

### Začetna postava
| Pos. | Začetna         | Klop        | Rezerva         | Poškodovan |
| ---- | --------------- | ----------- | --------------- | ---------- |
| C    | Sidy Djitte     | Lenart Sirc |                 |            |
| PF   | Tibor Mirtič    | Žiga Daneu  | Teo Pahernik    |            |
| SF   | Blaž Mahkovic   | Jan Copot   | Jan Brkič Štebe |            |
| SG   | Malcolm Bernard | Rok Nemanič | Nik Šetina      |            |
| PG   | Perttu Blomgren | Jan Zemljič |                 |            |

## Glavni trenerji (od leta 2005)
- Memi Bečirović, 2005–2007
- Zoran Martič, 2007–2008
- Rade Mijanović, 2008
- Radovan Trifunović, 12/2008–2/2010
- Ivan Sunara, 2/2010–5/2010
- Radovan Trifunović, 6/2010–6/2011,
- Zmago Sagadin, 6/2011–5/2014
- Gregor Hafnar, 6/2014–1/2015
- Gašper Okorn, 1/2015– 12/2015
- Jakša Vulić, 12/2015-12/2016
- Jovan Beader 12/2016-11/2018
- Dejan Jakara 11/2018-7/2023
- Damjan Novaković 8/2023

## Evropske tekme
| Sezona  | Tekmovanje    | Krog                      | Klub               | Doma   | V gostih |  |
| ------- | ------------- | ------------------------- | ------------------ | ------ | -------- |  |
| 1992–93 | Korać Cup     | 1. krog                   | Hiefenech Telekurs | 95–68  | 108–77   |  |
| 1992–93 | Korać Cup     | 2. krog                   | Avtodor            | 55–69  | 85–87    |  |
| 1993–94 | Korać Cup     | 1. krog                   | Leuven ABB         | 84–84  | 78–89    |  |
| 1994–95 | Korać Cup     | 1. krog                   | USK Erpet Praha    | 77–100 | 75–106   |  |
| 1997–98 | Korać Cup     | Skupinski del (skupina M) | Maccabi Rishon     | 67–74  | 72–91    |  |
| 1997–98 | Korać Cup     | Skupinski del (skupina M) | Aeroporti          | 60–71  | 52–80    |  |
| 1997–98 | Korać Cup     | Skupinski del (skupina M) | Vojvodina          | 65–68  | 73–78    |  |
| 1998–99 | Korać Cup     | 1. krog                   | Sloboda Dita       | 64–70  | 68–75    |  |
| 2010–11 | EuroChallenge | kvalifikacije             | BK Prostějov       | 62–70  | 69–84    |  |